# Princess Protection Program : Mission Rosalinda

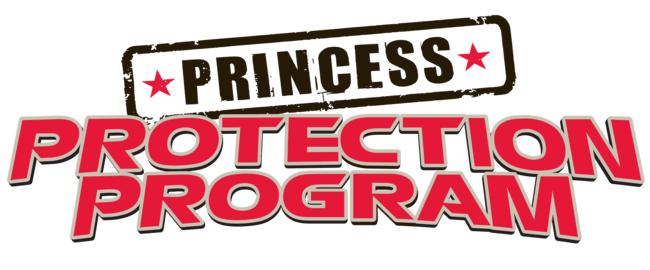
Logo du téléfilm

Princess Protection Program : Mission Rosalinda ou Mission Rosalinda (au Canada) (Princess Protection Program) est un téléfilm américain de la collection des Disney Channel Original Movie réalisé par Allison Liddi, qui a été diffusé le 26 juin 2009 sur Disney Channel. Il a été diffusé en avant-première mondiale le 20 mai 2009 sur Disney Channel France et sur NRJ 12 le 26 octobre 2009. Au Québec, le téléfilm a aussi été diffusé le 1er mars 2010 sur VRAK.TV.

## Fiche technique
- Réalisateur : Allison Liddi
- Producteurs : Douglas Sloan et Danielle Weinstock
- Distribution : Disney Channel
- Langue originale : anglais
- Pays d'origine : États-Unis
- Dates de sortie
  -  États-Unis : 26 juin 2009 sur Disney Channel
  -  France :  20 mai 2009 sur Disney Channel France
  -  Canada : 1er mars 2010 sur VRAK.TV
- Durée : 90 minutes

## Synopsis
Carter Mason est une jeune fille renfermée sur elle-même et peu populaire dans son lycée de Louisiane. Son père est un agent du PPP, le Princess Protection Program, un organisme visant à protéger les princesses du monde entier, et un vendeur d'appâts de pêche le reste du temps. Un jour il ramène à la maison la princesse Rosalinda Maria Montoya Fiore, l'héritière du Costa Luna, un royaume insulaire d'Amérique du sud, qui est tombée sous l'emprise du Général Magnus Kane. Obligée de fuir pour protéger son pays et sa mère, elle doit se faire passer pour Rosie Gonzalez, une lycéenne banale venue de l'Iowa vivre avec sa cousine Carter. Entre Donny, le garçon dont elle est amoureuse, Ed le garçon qui l'aime et les pimbêches de l'école qui lui mènent la vie dure, Carter n'a vraiment ni le temps ni l'envie de s'occuper d'une princesse arrogante. De surcroît, Rosie devient une des filles les plus populaires du lycée alors que le vote pour devenir la nouvelle princesse de l'école approche.

## Distribution
- Selena Gomez (VF : Karine Foviau) : Carter Mason
- Demi Lovato (VF : Élisabeth Guinand) : la princesse Rosalinda Maria Montoya Fiore / Rosie Gonzalez
- Robert Adamson : Donny
- Johnny Ray Rodriguez (VF : Franck Dacquin) : Général Magnus Kane
- Jamie Chung (VF : Audrey d'Hulstère) : Chelsea Bames
- Kevin Schmidt : Bull
- Nicholas Braun : Ed
- Molly Hagan (VF : Catherine Conet) : Le directeur
- Samantha Droke (VF : Alice Ley) : Brooke
- Dale Dickey : Helen
- Tom Verica (VF : Philippe Résimont) : Joe Mason
- Sully Diaz (VFB : Rosalia Cuevas) Sophia
- Ricardo Alvarez : Elegante
- Brian Tester : Burkle
- Cristina Soler : Latina Lunch Lady

## Audiences
Aux États-Unis le film a réuni 8,4 millions de téléspectateurs lors de la première sur Disney Channel. Il est ainsi devenu le 4e Disney Channel Movie le plus regardé de tous les temps derrière High School Musical 2, Les Sorciers de Waverly Place : le film et Camp Rock.[réf. nécessaire]

## Musique
La chanson Two world collide de Demi Lovato tirée de son album Don't Forget sert de générique à la fin du film. Demi Lovato et Selena Gomez interprètent également une chanson intitulée One and the Same, alors que Mitchel Musso interprète la chanson The Girl Can't Help It. David Archuleta chante également une chanson intitulée Head Over Heels. D'autres chansons font partie du film, mais les artistes sont inconnus pour le moment.

## Récompenses et nominations
| Année | Cérémonie ou récompense    | Prix                                                                                   | Résultat.  |
| ----- | -------------------------- | -------------------------------------------------------------------------------------- | ---------- |
| 2009  | Teen Choice Awards         | Film de l'été pour enfants/adolescents                                                 | Lauréat    |
| 2009  | Teen Choice Awards         | Actrice de l'été féminine : Selena Gomez                                               | Lauréat    |
| 2009  | Teen Choice Awards         | Actrice de l'été féminine : Demi Lovato                                                | Nomination |
| 2010  | Directors Guild of America | Meilleure accomplissement directorial dans un programme d'enfant : Allison Liddi-Brown | Lauréat    |
| 2010  | Young Artist Award         | Meilleure performance dans un film/série pour enfants/adolescents : Selena Gomez       | Nomination |
| 2010  | Young Artist Award         | Meilleure performance dans un film/série pour enfants/adolescents : Demi Lovato        | Nomination |